# Логотип Тернополя

Логотип Тернополя

Логотип Тернополя — графічно-текстовий символ Тернополя.

## Опис
Логотип являє собою образну літеру «Т», яка складається з трьох зелених кубиків, що символізують парки міста, та блакитних хвильок — символ Тернопільського ставу.

## Історія
Перші спроби створити логотип міста були ще у 2008 році, коли за участі міської ради на «Форумі файного міста» оголошено про конкурс на кращий логотип для Тернополя.
У 2013 році Тернопільська міська рада оголосила черговий конкурс зі створення логотипа. Переможці конкурсу мали отримати Дипломи та грошові винагороди. Загальний призовий фонд становив 3000 гривень. У конкурсі взяли участь 14 учасників віком від 19 до 25 років. Шляхом відкритого голосування журі визначило шість призерів конкурсу, які отримали грошові премії. I місце посів студент медуніверситету Олег Тимошенко., проте цей логотип не був затверджений.
У 2014 році для створення логотипа Тернополя провели ще один конкурс серед розробників, якого, врешті, обрала спеціальна робоча група. Робота над розробкою бренду мала завершитися до Дня міста 28 серпня 2014 року й тоді його мали презентувати тернополянам, також винести його на громадське обговорення. Але заплановане не сталося і тому серед містян виявилося багато незадоволених прийнятим логотипом. Логотип представлений наприкінці 2014 року. Затверджений логотип Тернополя розробила фірма ТОВ «Федорів-КОМ».